# Jarilla
Jarilla è un comune spagnolo di 156 abitanti situato nella comunità autonoma dell'Estremadura.